# 교하초등학교
교하초등학교는 대한민국 경기도 파주시 교하동에 있는 공립 초등학교다.

## 학교 연혁
- 1907년 10월 18일 사립 신성학원 설립
- 1911년 5월 3일 사립교하보통학교(2년)로 개칭
- 1912년 4월 1일 교하공립보통학교(4년제)로 개칭
- 1923년 4월 1일 6년제로 연한 연장
- 1938년 4월 1일 교하공립심상소학교로 개칭[1]
- 1941년 4월 1일 교하공립국민학교로 개칭[2]
- 1955년 8월 21일 지산국민학교 분리
- 1985년 3월 7일 병설유치원 개원
- 1996년 3월 1일 교하초등학교로 개명[3]
- 2018년 9월 1일 제40대 배영주 교장 취임
- 2020년 1월 10일 제107회 졸업식(남7, 여6, 계: 13명) 총 졸업생 누계: 5,169명
- 2020년 3월 1일 초등학교 7학급(특수학급 포함), 유치원 1학급 편성

## 학교 상징
- 교화 - 개나리 : 새 봄을 일찍 알리는 꽃으로 어느 마을에서나 노란색의 정다운 꽃을 피움. 개나리처럼 희망찬 내일을 향하여 앞서나가는 교하어린이가 되자.
- 교목 - 은행나무 : 은행나무는 모든 환경에 잘 적응하여 깨끗하게 자라고, 가을에는 '은행'이라는 열매를 맺는다. 우리 교하 어린이도 은행나무처럼 건강하고 씩씩하며 정직한 어린이로 많은 사람들에게 유익한 사람이 되자.

## 참고 자료
- 교하초등학교 - 한국교육학술정보원 학교알리미